# Казьмерув (Люблінське воєводство)
Казьмерув (пол. Kaźmierów) — село в Польщі, у гміні Божехув Люблінського повіту Люблінського воєводства.
Населення — 109 осіб (2011).

## Демографія
Демографічна структура станом на 31 березня 2011 року:
|          | Загалом | Допрацездатний вік | Працездатний вік | Постпрацездатний вік |
| -------- | ------- | ------------------ | ---------------- | -------------------- |
| Чоловіки | 58      | 10                 | 40               | 8                    |
| Жінки    | 51      | 5                  | 35               | 11                   |
| Разом    | 109     | 15                 | 75               | 19                   |